# Coleophora tolensis
Coleophora tolensis é uma espécie de mariposa do gênero Coleophora pertencente à família Coleophoridae.